# 포스코이앤씨
포스코이앤씨(POSCO E&C)는 1994년 설립되어 대한민국에 본사를 둔, 포스코 그룹에 소속된 종합건설회사이다. 국토교통부가 공시한 2021년 토목 건축공사업 시공능력평가액에서, 시평액 9조 5,157억 원으로 삼성물산, 현대건설, GS건설에 이어 4위를 기록했다.

## 사업 영역

### 플랜트
지난 30여 년 동안 포스코의 제철소 건립 공사와 다양한 합리화 공사를 수행했다. 일관 제철소와 부대 설비 공사에 필요한 설비 공급과 시공 경험을 축적하여 국내 제철 플랜트 분야에서 독보적인 위치에 있으며, 글로벌 시장에서도 기존 수행 실적을 바탕으로 인도와 브라질, 인니 등에 진출해 글로벌 플레이어로서 인지도를 높이고 있다.
2006년에는 국내 건설사 최초로 남미 발전 시장에 진출하여, 칠레와 페루, 파나마 등지에서 다수의 석탄 화력 발전소와 가스 복합 발전소를 건설하였고, 최근 주목 받고 있는 소형 원전 분야에서도 국책 과제인 SMART 원전 개발에 참여한 경험이 있다.
화공 분야에서는 다수의 LNG 탱크 수행 실적을 보유하고 있으며, 자체 엔지니어링 역량과 친환경 고망간강을 세계 최초로 적용한 실적을 앞세워 국내외 LNG 분야에서 지속적으로 사업을 확대해 나가고 있다.
또한 이차전지 소재와 관련된 산업 플랜트 분야에서 국내 최대 실적을 보유하고 있고, 물류 센터와 데이터 센터 분야에서도 유사 프로젝트 수행 경험과 기술력을 보유하고 있다.
- 주요 사업 : 제철 플랜트, 가스 복합발전, 신재생발전, 소형 원전, 수소, LNG인프라, 석유화학, 산업 플랜트 등

### 인프라
도로, 철도, 교량, 수처리, 폐기물 부문에서 다수의 수행 실적을 바탕으로 사업 규모를 지속적으로 확대해 나가고 있다. 특히, 철도 차량기지 분야는 국내 수행 경험과 노하우를 바탕으로 남미와 동남아 등 해외 진출에 성공하였으며, 폐기물 소각로 분야에서도 폴란드에서 연계 수주를 이어가고 있다.
- 주요 사업 : 도로, 철도/철도 차량기지, 부지, 항만, 공항, 수처리, 폐기물 등

### 건축
초고층 건물과 대규모 신도시 개발 분야에서 업계 최고 수준의 시공 능력과 상품 개발 역량, 사업화 역량을 보유하고 있다. 대표적으로 송도 국제 업무도시 개발 사업을 주도하고 있으며, 송도 포스코타워, 부산 해운대 LCT, 여의도 파크원 등 초고층/초대형 랜드마크 사업을 성공적으로 완수한 실적이 있다.
또한, 리모델링 분야에서도 국내 업계 최다 누적 수주를 기록하고 있으며, 소비자로부터 브랜드 가치를 인정받아 재개발/재건축 등 전통적인 도시 정비사업 분야에서도 다수의 프로젝트를 수행하고 있다.
앞으로는 단순 시공 중심의 건설회사에서 부가가치가 높은 자체/개발 사업을 수행하는 디벨로퍼로 변모하고자 노력하고 있다.
해외에서도 베트남과 중국, 미얀마, 필리핀 등 동남아 지역에서 호텔, 오피스, 레지던스 등 다양한 건축물의 개발과 시공을 수행한 경험을 바탕으로 신규 사업 기회를 지속 모색하고 있다.
- 주요 사업 : 주택, 일반 건축, 해외 건축, 초고층 빌딩, 도시 개발 등

### ESG활동
포스코이앤씨는 오래전부터 기업의 사회적 책임을 중요한 임무로 여기고 사회적 기여를 위해 2010년 사회공헌 전담조직을 설치하고, 다양한 활동을 추진해 왔다. 특히, 2018년 포스코 그룹의 기업시민 경영 이념 도입을 시작으로 2020년 기업시민 사무국 설치, 2021년 ESG 섹션을 신설하여 기업시민으로서의 전략과 추진 체계를 갖추고 본격적인 ESG 경영 활동을 수행하고 있다. 임직원을 대상으로 한 다양한 교육과 내재화, 이해 관계자와의 소통과 협업을 바탕으로 2050 탄소 중립 및 협력사 ESG 확산 등 다양한 분야에서 결실을 맺기 시작했다.
2003년 윤리경영 선포
2008년 상생경영 선포
2010년 사회공헌 전담조직 신설
2012년 지속 가능성 보고서 발간
2013년 가족 친화기업 인증
2014년 국내 건설사 최초 정보 보호 ISO 27001:2013 인증
2016년 국제 환경 경영 시스템 ISO 14001:2015 인증
2018년 포스코 그룹 기업시민 경영이념 선포
          국내 건설사 최초 국제 표준 안전보건 경영 시스템 ISO 45001 인증
2019년 기업시민 헌장 제정
2020년 ‘기업시민 실천 가이드‘ 제정
          기업시민 카운슬 출범
          사장 직속 부서로 기업시민 사무국 신설
2021년 공정거래 자율준수 프로그램 AA 등급
          탄소중립협의체 ‘P-GRT’ 1기 출범
          2050 탄소 네거티브(Carbon Negative) 전략 발표
          건설사 최초 협력사 ESG 평가모델 개발
          ESG 채권 발행(1,400억 원)
          기업시민 사무국 내 ESG 섹션 신설

## 회사 연혁
1994.12.01      포스코 개발로 사명 변경
1995.04.01      베트남 IBC법인 설립
1995.04.06      중국 상해사무소 설립
1995.06.23      베트남 POSLILAMA법인 설립
1995.08.03      건축 구조물 전용 구조 해석 및 설계용 프로그램(MIDAS-BDS)개발
1995.09.15      베트남 VPS Rolling Mill 준공
1995.11.28      21세기형 신제선공장(COREX) 준공
1996.08.28      국내 최초의 철골조아파트(광장동 상록타워) 준공
1996.08.30      포항 STS 생산능력 증강 공사 준공 (No.2 STS)
1996.10.19      베트남 POSLILAMA 철골합작공장 준공
1996.10.24      ISO 9001 인증 획득
1996.11.07      MIDAS 발표회 및 기증식 개최
1997.05.21      자카르타 사무소 개소
1997.06.30      서초동 강남역 빌딩 준공
1997.08.01      포항 2고로 2차 개수 완료
1997.08.22      중국 장가항(張家港) 항만 법인 설립
1997.08.28      광양 4냉연 준공
1997.09.25      중국 대련 CGL 준공
1997.09.30      포항 3후판 공장 준공
1998.05.25      중국 장가항(張家港) 아연도금강판 공장 준공
1998.10.09      도산 안창호 기념관 준공
1998.11.16      브라질 KOBRASCO 준공
1999.01.22      중국 장가항(張家港) STS냉연 공장 준공 (No.1 STS)
1999.03.30      광양 5고로 준공
1999.06.21      국내 최우수 신용등급 획득
1999.08.27      FINEX PILOT PLANT 준공(150T/D)
1999.09.30      중국 상해 포스플라자 준공
1999.10.18      일반인 대상 아파트 1호 분양 (도곡동 포스코트)
1999.12.21      이란 고로 수출 계약 (TAVAZON PROJECT) 체결(2억 3,300만불)
2000.01.15      광양 LNG복합 화력 발전소 준공
2000.01.26      북경 사무소 개설
2000.03.14      암사동 포스파크 착공(최초 재건축 아파트 수주)
2000.03.28      DIAMOND PLAZA, 베트남 정부로부터 GOLDEN QUALITY MEDAL 수상
2000.04.11      ISO 14001 인증 획득
2000.05.17      POS-PLAZA, 상해시 건축 금상 수상
2000.05.30      광양 No.4 CGL 준공
2000.06.30      안전 재해율 3년 연속 국내 최저
2000.08.25      베트남 호치민 DIAMOND PLAZA 준공
2000.09.01      마이다스 독립법인 분사 – 포스마이다스
2001.01.17      포항 LNG 복합 발전소 준공
2001.01.27      베네수엘라 POSVEN HBI 공장 준공
2001.05.17      가락동 IT벤처타워 준공
2001.09.01      신촌 포스빌 분양 (건설업계 최초로 인터넷을 통한 온라인 분양)
2002.02.18      포스코 건설로 사명 변경
2002.03.01      아파트 브랜드 ‘더샵’ 론칭
2002.08.18      부산~김해간 경전철사업 우선 협상 대상자 지정
2002.08.31      암사동 포스파크 준공 (당사 최초의 재건축 아파트)
2002.11.27      포항 1연주 공장 BLOOM 연주기 준공
2002.12.05      원전항 공사 수주 (국내 최초의 부유식 강재 방파제 설치)
2003.01.06      광안대로 개통
2003.01.30      중국 순덕 MCL 준공
2003.03.05      대련 No.2 칼라강판 공장 준공
2003.03.11      안전보건경영시스템 KOSHA 18001 인증 획득
2003.04.30      포항 STS 3제강/소둔산세 준공
2003.06.22      캄보디아 직업 훈련원 건립공사 착공
2003.06.29      FINEX DEMO PLANT 준공
2003.06.30      포스틸 타워 준공
2003.06.30      OHSAS 18001 인증 획득
2003.07.07      건설사 5년 연속 최우수 신용등급 획득
2003.07.10      윤리규범 선포
2003.07.25      환경 신기술 인증 획득 (슬러지 건조 및 고형화 기술)
2003.10.30      송도 신도시 출범 기념행사 개최
2003.11.10      ISO 9001 개정규격 전환인증 취득
2003.12.01      중국 장가항(張家港)법인 설립
2003.12.12      대기업 윤리경영수준 우수기업 선정
2003.12.29      양산 자원회수 시설공사 수주 (국내 최초의 용융식 소각로)
2004.02.02      대만 철강회사 PROSPERITY 社 CGL 수주(연산 20만톤)
2004.02.02      광양 제철소 No.5 CGL 착공(연산 45만톤)
2004.05.07      화성 신도시 개발 법인 ‘메타폴리스’ 설립
2004.10.06      서울 사옥 이전(대치동 포스코 센터 → 강남역 대륭타워)
2005.03.03      윤리경영 우수기업 선정
2005.05.18      캄보디아 직업 훈련원 준공
2005.05.26      충주 기업도시 개발 사업 참여
2005.07.15      중국 법인 출범
2005.09.02      광양 No.5 CGL/MCL’ 준공식
2005.10.17      송도 ‘더샵 퍼스트월드’ 美 건축가協 ‘주거 설계상’ 수상
2005.10.18      마포구 종합행정타운 기공식 개최
2005.10.26      부산 ‘더샵 센텀파크’ 아파트 1단지 준공
2005.12.05      베트남 타이빙성 CGL/CCL 준공
2005.12.29      대구 봉무 지방 산업단지 조성사업 우선협상 대상자 선정
2006.01.19      더샵 서초 주상복합 아파트 준공
2006.03.13      산자부 발표, 최우수 윤리기업 선정
2006.07.14      나이지리아 법인 설립
2006.07.18      중국 장가항STS 소둔산세 준공
2006.07.25      80만평 규모 베트남 앙카잉 신도시 개발
2006.08.23      광양 제철소 제 9호 발전설비 공사 준공
2006.09.08      美 AES社와 칠레 3.7억 달러 발전소 일괄 건설계약 체결
2006.09.29      전력산업기술기준(KEPIC) 인증 취득
2006.10.25      인도 사무소 개설
2006.11.22      중국 장가항 스테인레스 일관 생산설비 준공
2007.02.04      두바이 사무소 개소
2007.03.23      인천국제공항철도 1단계 구간 준공
2007.04.24      캄보디아 지사 개소
2007.05.30      파이넥스 1호기 신설공사 준공
2007.07.27      순천 마그네슘 판재공장 준공
2007.08.23      베트남 다이아몬드 플라자, ASEAN Energy Saving Awards 2007 수상(3위)
2007.09.09      아부다비 지사 개소
2007.09.19      3.5억불 인도 고로(高爐) 건설 수주
2007.10         칠레 13.1억불 발전소(캄피체,앙가모스) 건설 계약 체결
2007.11.07      세계 최초 200MPa 초고강도콘크리트 펌프타설 성공(동탄 메타폴리스)
2007.11.13      120㎫ 콘크리트 펌프타설, 국내 최고 높이 기록(더샾 퍼스트월드 66층)
2008.04.03      대우 엔지니어링 인수
2008.09.25      베트남 천년수도 하노이시 마스터플랜 수립용역 수주
2008.11.04      광양 니켈제련공장 준공
2008.11.26      태기산 풍력 발전단지 준공
2008.12.08      국내 최고 250MPa급 초고강도 콘크리트 개발
2009.01.05      국내 최단기간 수주 10조원 달성
2009.06.03      서천~공주 고속도로 개통
2009.07.02      용인~서울 고속도로 개통
2009.09.15      페루 Kallpa 복합 발전소 수주 (3억 5000만 달러 규모, 국내 건설사로 첫 진출)
2009.10.12      일본 아시아 특수제강 신설 사업 준공(국내 최초 일본 플랜트 시장 진출)
2009.11.26      100년 내구성 콘크리트 개발
2010.01.28      칠레 벤타나스 석탄 화력발전소 준공
2010.05.18      송도사옥 준공 및 입주식
2010.07.08      국내 최초 100MPa 초고강도 콘크리트 적용
2010.12.01      비전2020 선포 [2020 GLOBAL TOP 10 ; THINK FORWARD]
2010.12.30      공정거래 자율준수 평가 ‘AA등급’ 획득
2011.07.29      베트남 하노이시 광역도시계획 수립 완료
2011.09.06      건설재료 분야 녹색기술 인증 획득
2011.11.11      칠레 앙가모스 석탄 화력발전소 준공
2011.11.29      국내 건설사 빅 4 진입
2011.12.19      43.4억불 브라질 CSP 제철소 수주
2011.12.23      베트남 카이멥 항만공사 준공
2012.02.02      국내 건설업계 수주 1위 달성 (‘11년 수주 14조 4천여 억원 달성, 해외수주 8조 926억원으로 종합 건설사 중 1위)
2012.06.01      베트남 스플랜도라 신도시 2단계 착공
2012.11.27      건설업계 최초 ‘통합 안전관제센터’ 오픈
2014.04,06      베트남 노이바이~라오까이 제 2,3구간 개통
2014.07.10      국내 최고층 빌딩 ‘동북아 무역센터(NEAT Tower)’ 준공
2015.02.08      베트남 호치민-저우자이 고속도로 5공구(롱탄-저우자이 구간) 개통식
2015.06.16      사우디 국부펀드(PIF), 지분 38% 인수
2016.04.21      디자인 거장 ‘알레산드로 멘디니’와 함께 더샵 아파트 입면 디자인 개발
2016.06.29      폴란드 크라쿠프 생활폐기물 발전소 준공
2019.09.09      신안산선 착공
2019.10.21      파나마 ‘최대 복합 화력발전소+LNG 터미널’ 종합 준공
2019.12.02      국내 최고층 주거시설 `엘시티 더샵` 준공
2020.01.01      한성희 사장, 취임
2020.03.17      업계 최초 공사계약 ‘최저가 낙찰제’ 폐지
2020.03.19      말레이시아 풀라우인다 복합 화력발전소 수주
2020.07.13      필리핀 남북철도 차량기지 수주
2020.09.01      모잠비크 남폴라-나메틸 도로 개통
2020.10.18      표준협회, 대한민국 지속가능성 지수 건설업 분야 1위 선정
2021.07.29      시공능력평가 4위 선정
2021.10.28      개발한 비산먼지 저감 기술 녹색기술 인증 획득
2021.10.31      리모델링 수주실적 1조원 달성
2022.07.13      하이앤드 브랜드 ‘오티에르(HAUTERRE)’ 론칭
2022.12.30      2022년 중대재해 ‘0’ 달성
2023.01.08      방배 신동아 재건축 사업 수주
2023.02.12      수소전기 통근버스 도입, 친환경·탄소중립 실천에 앞장
2023.02.26      부산 최초 리모델링 사업 ‘해운대 상록아파트’ 수주
2023.03.20      ‘포스코이앤씨’로 사명 변경

## 본사 현황
- 등기상 본사: 경상북도 포항시 북구 중흥로 307
- 본사: 인천광역시 연수구 인천타워대로 241

2010년 송도 국제도시로 본사를 이전함.

## 브랜드
- 더샵 : 2002년 ~
- 오티에르 : 2025년 ~

### 단지 현황
- 서울특별시
  - 서초구
    - 서초 더샵 포레 : 내곡동(2014년 8월)

## 포스코건설 사회활동
- 포스코건설 럭비단
- 포스코건설 체조단
- 포스코건설 해피빌더

## 같이 보기
- 대한건설협회
- 국토교통부
- 건설워커